# Batuan (Masbate)
Batuan is een gemeente in de Filipijnse provincie Masbate dat voor het grootste deel het zuidelijke puntje van het eiland Ticao omvat. Bij de census van 2020 telde de gemeente bijna 15 duizend inwoners.

## Geografie

### Bestuurlijke indeling
Batuan is onderverdeeld in de volgende 14 barangays:
| - Burgos - Cambañez - Canares - Costa Rica - Danao - Gibraltar - Mabuhay | - Matabao - Nasandig - Panisihan - Poblacion - Rizal - Royroy - Sawang |

### Bevolkingsgroei
Batuan had bij de census van 2020 een inwoneraantal van 14.610 mensen. Dit waren 476 mensen (-3,16%) minder dan bij de vorige census van 2015. Ten opzichte van de census van 2000 was het aantal inwoners gegroeid met 2.572 mensen (21,37%). De gemiddelde jaarlijkse groei in die periode kwam daarmee uit op 0,97%, hetgeen lager was dan het landelijk jaarlijks gemiddelde over deze periode (1,79%).

De bevolkingsdichtheid van Batuan was ten tijde van de laatste census, met 14.610 inwoners op 56,28 km², 259,6 mensen per km².